# Протесты в Москве (2019)
Многотысячные согласованные и несогласованные протестные акции в Москве (летние протесты; также именуются частью политического кризиса, кризиса легитимности власти) начались в середине 2019 года, ситуация обострилась вокруг выборов в Мосгордуму.
В рамках подготовки к выборам широкий общественный резонанс и массовые акции протеста вызвали заявления независимых кандидатов от несистемной оппозиции, объявивших о многочисленных нарушениях со стороны органов власти, избирательных комиссий и своих политических оппонентов в период и в процессе регистрации кандидатов.

Митинги на проспекте Сахарова 20 июля и 10 августа 2019 года стали крупнейшими политическими акциями в России после протестной волны 2011—2013 годов. На акции 27 июля были задержаны 1373 человека, что стало рекордным количеством задержанных на митинге. МГИК со своей стороны заявил о давлении со стороны оппозиционных кандидатов. Последующее обжалование решений городской комиссии в ЦИК не принесло результатов.
Протесты сопровождались административными арестами незарегистрированных кандидатов в депутаты и следственными действиями по двум уголовным делам: по делу о воспрепятствовании работы избиркомов и по делу о массовых беспорядках (так называемое «московское дело»). Уголовное дело о воспрепятствовании работе столичных избиркомов курирует Служба по защите конституционного строя (вторая служба) ФСБ. РБК сообщало, что спецслужба ищет связи оппозиции с иностранными структурами и пытается доказать финансирование протестных акций из-за рубежа.
Противники митингов утверждали, что значительная часть протестующих якобы были приезжими из других регионов страны (об этом заявило также Главное управление МВД России по Москве), а выборы в Мосгордуму используются лишь как повод для попытки дестабилизировать ситуацию в стране. Вместе с тем в рядах силовиков были замечены бывшие сотрудники киевского «Беркута», объявленные на Украине в розыск.
Ряд СМИ, политиков, а также Совет по правам человека при президенте РФ заявили, что признаков массовых беспорядков на митингах не было.
3 августа 2019 года Следственный комитет возбудил против Фонда борьбы с коррупцией Алексея Навального уголовное дело об отмывании 1 млрд рублей, полученных, по версии следствия, «заведомо преступным путём». Впоследствии, однако, на счетах ФБК было арестовано лишь 75 млн рублей. В октябре 2019 года Минюст России включил ФБК в список «иностранных агентов».
Митинги и протестное голосование в Москве стали в 2019 году самой популярной темой запросов в Яндексе среди событий в России и третьей — среди мировых событий.
Согласно официальному ответу России Верховному комиссару ООН по правам человека, власти разгоняли протесты в рамках «ряда мер контртеррористического характера».

## Предыстория и начало предвыборного периода
В июне 2019 года в Москве произошёл очередной всплеск протестной активности в связи с «делом Ивана Голунова», корреспондента русскоязычного интернет-издания «Meduza», который обвинялся в попытке сбыта наркотиков. Дело получило большой общественный резонанс из-за нарушений при аресте и следствии, а также из-за последовавших акций протеста. Многие СМИ и публичные персоны, как и сам журналист, посчитали уголовное дело местью за его расследования деятельности московской мэрии. В связи с этими событиями впервые появился слоган «Я/МЫ» («Я/Мы Иван Голунов»), использовавшийся в дальнейших акциях протеста. 11 июня 2019 года, через 5 дней после ареста, МВД России сняло обвинения и освободило Ивана Голунова из-за отсутствия доказательств его вины. В связи с этим инцидентом были уволены начальник ГУ МВД по Западному административному округу Москвы генерал-майор полиции Андрей Пучков и начальник управления по борьбе с незаконным оборотом наркотиков московского управления МВД генерал-майор полиции Юрий Девяткин.
1 июля 2019 года, когда в Москве был период сбора подписей для регистрации кандидатов в депутаты Мосгордумы, Фонд борьбы с коррупцией (ФБК) опубликовал расследование, из которого следует, что вице-спикер Мосгордумы, кандидат в депутаты Андрей Метельский и его семья владеют недвижимостью общей стоимостью примерно 5,7 млрд руб. По данным ФБК, мать Андрея Метельского 75-летняя Эльдибитта Васильевна Метельская, его 26-летний сын Андрей, а также советник депутата Пётр Ивановский владеют сетью гостиниц в Австрии.
По результатам проверки собранных кандидатами подписей Мосгоризбирком (МГИК) отказал в регистрации нескольким оппозиционным кандидатам. Причиной был назван высокий процент забракованных подписей (максимально допустимая доля брака составляет 10 %). Незарегистрированные кандидаты обвинили МГИК в подлоге при проверке подписей, направленном на то, чтобы под предлогом высокого процента брака запретить оппозиции участвовать в выборах. Так, Дмитрий Гудков сообщил, что часть его подписей была забракована в ходе того, как члены рабочей комиссии вручную вбивали их в протокол для проверки по базам данных ГАС «Выборы» и МВД. Гудков утверждает, что персональные данные вводились с ошибками, в результате чего базы данных сообщали, что таких людей не существует. Любовь Соболь сообщила, что проверку по базе УФМС проводили тайно от неё, а справка почерковедов МВД не содержит «объяснений методик оценки, расчёты, образцы почерка». В знак протеста Соболь объявила с 13 июля голодовку, которую прекратила 14 августа.
В то же время МГИК зарегистрировал, в частности, 32 кандидата-самовыдвиженца от партии «Коммунисты России», которую называют спойлером КПРФ. Кандидатов от этой партии ряд СМИ назвал неизвестными в Москве, в большинстве своём это домохозяйки, студенты и низкоквалифицированные работники. Кроме того, представители оппозиции заявляли о том, что на улицах Москвы не были замечены сборщики подписей за самовыдвиженцев, поддерживаемых «Единой Россией», а также засомневались в личностях указанных сборщиков подписей за кандидатов от «Коммунистов России». Также журналисты заявили, что деятельность самовыдвиженцев от «Коммунистов России» и самовыдвиженцев, поддерживаемых «Единой Россией», координируется из одного центра. Эти факторы спровоцировали развитие протестных настроений среди жителей города.
В городскую избирательную комиссию поступило 23 жалобы от кандидатов, из которых только одна была удовлетворена.
| Список кандидатов, получивших отказ в регистрации в ОИК и обжаловавших данное решение | Список кандидатов, получивших отказ в регистрации в ОИК и обжаловавших данное решение | Список кандидатов, получивших отказ в регистрации в ОИК и обжаловавших данное решение | Список кандидатов, получивших отказ в регистрации в ОИК и обжаловавших данное решение | Список кандидатов, получивших отказ в регистрации в ОИК и обжаловавших данное решение | Список кандидатов, получивших отказ в регистрации в ОИК и обжаловавших данное решение |
| Кандидат                                                                              | МГИК                                                                                  | ЦИК                                                                                   | Мосгорсуд                                                                             | Верховный суд                                                                         | Итог                                                                                  |
| ------------------------------------------------------------------------------------- | ------------------------------------------------------------------------------------- | ------------------------------------------------------------------------------------- | ------------------------------------------------------------------------------------- | ------------------------------------------------------------------------------------- | ------------------------------------------------------------------------------------- |
| Бабушкин Андрей Владимирович                                                          | отказ                                                                                 |                                                                                       |                                                                                       |                                                                                       |                                                                                       |
| Брюханова Анастасия Андреевна                                                         | отказ                                                                                 | отказ                                                                                 |                                                                                       |                                                                                       |                                                                                       |
| Галямина Юлия Евгеньевна                                                              | отказ                                                                                 | снята с рассмотрения                                                                  |                                                                                       |                                                                                       |                                                                                       |
| Гудков Дмитрий Геннадьевич                                                            | отказ                                                                                 | отказ                                                                                 | иск отклонён                                                                          |                                                                                       |                                                                                       |
| Гудков Геннадий Владимирович                                                          | отказ                                                                                 | отказ                                                                                 |                                                                                       |                                                                                       |                                                                                       |
| Жданов Иван Юрьевич                                                                   | отказ                                                                                 |                                                                                       | иск отклонён                                                                          | жалоба отклонена                                                                      |                                                                                       |
| Игнатова Екатерина Анатольевна                                                        | отказ                                                                                 |                                                                                       |                                                                                       |                                                                                       |                                                                                       |
| Кульнев Иван Анатольевич                                                              | отказ                                                                                 | отказ                                                                                 |                                                                                       |                                                                                       |                                                                                       |
| Лисица Константин Валентинович                                                        | отказ                                                                                 | отказ                                                                                 |                                                                                       |                                                                                       |                                                                                       |
| Лукьянец Марина Александровна                                                         | отказ                                                                                 |                                                                                       |                                                                                       |                                                                                       |                                                                                       |
| Митрохин Сергей Сергеевич                                                             | рекомендация зарегистрировать в ОИК                                                   |                                                                                       | обязал ОИК зарегистрировать                                                           |                                                                                       | зарегистрирован                                                                       |
| Руденко Александр Вячеславович                                                        | отказ                                                                                 | отказ                                                                                 |                                                                                       |                                                                                       |                                                                                       |
| Русакова Елена Леонидовна                                                             | отказ                                                                                 | отказ                                                                                 |                                                                                       |                                                                                       |                                                                                       |
| Серебрянская Юлия Александровна                                                       | отказ                                                                                 | жалоба отозвана                                                                       |                                                                                       |                                                                                       |                                                                                       |
| Смирнов Сергей Николаевич                                                             | отказ                                                                                 |                                                                                       |                                                                                       |                                                                                       |                                                                                       |
| Соболь Любовь Эдуардовна                                                              | отказ                                                                                 | отказ                                                                                 |                                                                                       |                                                                                       |                                                                                       |
| Собянина Ирина Витальевна                                                             | отказ                                                                                 |                                                                                       |                                                                                       |                                                                                       |                                                                                       |
| Соловьёв Александр Юрьевич                                                            | отказ                                                                                 | отказ                                                                                 |                                                                                       |                                                                                       |                                                                                       |
| Шагиахметова Эльмира Камильевна                                                       | отказ                                                                                 |                                                                                       |                                                                                       |                                                                                       |                                                                                       |
| Шаргатова Зоя Ивановна                                                                | отказ                                                                                 |                                                                                       |                                                                                       |                                                                                       |                                                                                       |
| Юшин Анатолий Павлович                                                                | отказ                                                                                 |                                                                                       |                                                                                       |                                                                                       |                                                                                       |
| Янкаускас Константин Стасисович                                                       | отказ                                                                                 |                                                                                       |                                                                                       |                                                                                       | ЕСПЧ                                                                                  |
| Яшин Илья Валерьевич                                                                  | отказ                                                                                 | отказ                                                                                 | иск отклонён                                                                          |                                                                                       |                                                                                       |

## Ход событий
14 июля 2019 года 17 независимых кандидатов провели встречу со своими сторонниками в Новопушкинском сквере, откуда они прошли к зданию мэрии и далее на Моховую улицу к зданию Московской городской избирательной комиссии. Кандидаты требовали допустить их до выборов и принять собранные подписи. Сотрудники полиции и Росгвардии первоначально не препятствовали акции, но после того, как во дворе МГИК начали устанавливать палатки, зачистили двор с применением спецсредств. По данным портала «ОВД-Инфо», к вечеру были задержаны 39 человек, включая потенциальных кандидатов Илью Яшина, Любовь Соболь, Ивана Жданова, Владимира Бурмистрова и Юлию Галямину. Четверо протестующих были госпитализированы после жёсткого задержания, поступала информация, что несколько активистов оказались избиты полицейскими. Задержанные кандидаты призвали сторонников вновь собраться у здания МГИК на следующий день.
15 июля 2019 года около 10 кандидатов пришли на встречу с главой МГИК Валентином Горбуновым. Встреча планировалась как открытая, однако сперва журналисты не были допущены на территорию МГИК, а затем, по данным канала «Навальный LIVE», сам Горбунов в коридоре у своего кабинета заявил, что готов общаться с кандидатами только лично в закрытом формате, на что согласились только трое из пришедших кандидатов. Горбунов сообщил, что девяти кандидатам в депутаты Мосгордумы отказано в регистрации. Окончательное решение о регистрации кандидатов принималось 16 июля, после чего его можно обжаловать лишь в суде. Чуть позднее Илья Яшин объявил, что МГИК снял его с выборов из-за якобы превышения допустимого числа ненастоящих подписей и отказался принимать письменные подтверждения «неправильных» подписантов. Вечером того же дня несколько сотен человек собрались на Трубной площади на акцию за допуск самовыдвиженцев к выборам, кандидаты призвали проводить такие встречи каждый день до выполнения их требований.
16 июля отказы в регистрации получило большинство независимых кандидатов, в частности, соратники Алексея Навального Любовь Соболь и Иван Жданов, а также муниципальные депутаты Константин Янкаускас и Юлия Галямина, экс-депутаты Госдумы Дмитрий и Геннадий Гудковы, Александр Соловьёв, члены «Яблока» Сергей Митрохин, Елена Русакова, Кирилл Гончаров, Анастасия Брюханова. Почти всех сняли из-за превышения максимально допустимой доли недействительных подписей избирателей. Регистрацию получили лишь несколько независимых кандидатов, у которых процент брака подписей оказался достаточно низким. Акция на Трубной в этот день прошла, несмотря на сильный дождь. Задержаний не было.
Акция 17 июля собрала, по подсчётам журналистов, около 800 человек. 17 июля Горбунов подвёл итоги регистрации кандидатов: зарегистрированы 233 кандидата, 57 получили отказ. В МГИК заявили, что отказов на этот раз почти вдвое меньше, чем на выборах 2014 года. 17 июля на фоне продолжающихся акций протеста из-за недопуска независимых кандидатов к выборам в Мосгордуму Владимир Путин наградил начальницу юридического отдела Московской городской избирательной комиссии Риму Кузнецову, своим указом присвоив ей звание заслуженного юриста России.
Оппозиционные кандидаты, по их словам, собрали больше тысячи официальных заявлений москвичей, в том числе заявления с видеообращениями, с требованием считать их подписи действительными. Они продолжали проводить ежедневные акции «За право выбора» на Трубной площади. В Мосгоризбиркоме заявили, что готовы рассмотреть заявления и перепроверить подписи.

### Митинг на проспекте Сахарова 20 июля
20 июля состоялся согласованный митинг на проспекте Сахарова с теми же требованиями, заявку на который подала Либертарианская партия. Он стал крупнейшей политической акцией в России за последние годы. По оценке организации «Белый счётчик» на него пришли более 22 тысяч человек, а по оценкам организаторов — 30 тысяч. Главным требованием остался допуск на выборы независимых кандидатов. На митинге и после него по данным ОВД-Инфо было задержано 7 человек. По инициативе выступившего на митинге Алексея Навального кандидаты выдвинули московским властям ультиматум: если в течение недели не будут зарегистрированы все независимые кандидаты в депутаты, то в субботу 27 июля пройдёт несанкционированный митинг у здания мэрии Москвы. Этот ультиматум вошёл в совместное заявление независимых кандидатов, опубликованное Ильёй Яшиным, оно также содержало предложение мэру Собянину встретиться и обсудить ситуацию и предложение Совету по правам человека провести внеплановое заседание и обсудить на нём происходящее в Москве.
События вокруг недопуска независимых кандидатов, по мнению ряда СМИ, привели к политическому кризису в Москве. Человек, близкий к мэрии, сообщил «Ведомостям», что решение о снятии кандидатов принимали именно там, а не в администрации президента. Администрация якобы какое-то время назад вообще отстранилась от московской кампании, считая, что ей выгодно, чтобы общественность отвлеклась на выборы в Мосгордуму и не обращала внимание на происходящее в других регионах. Но решение не допускать Гудкова и людей Навального, по словам источника в мэрии Москвы, принимали в администрации.

### Встреча с Памфиловой
Глава ЦИКа Элла Памфилова 23 июля провела встречу с независимыми кандидатами Любовью Соболь, Иваном Ждановым, Ильёй Яшиным, Дмитрием и Геннадием Гудковыми, Еленой Русаковой, Сергеем Митрохиным, Кириллом Гончаровым, Константином Янкаускасом, Анастасией Брюхановой, Юлией Галяминой для обсуждения ситуации и заявила, что зарегистрировать на выборах всех, кто собрал подписи, будет невозможно. Ранее она дала понять, что их подписи стоит перепроверить. Независимые кандидаты направили в ЦИК жалобы на отказы окружных комиссий, но Памфилова сообщила, что они не подчиняются ЦИКу. Однако удалось договориться, что представители ЦИКа будут присутствовать на заседаниях Мосгоризбиркома при рассмотрении жалоб незарегистрированных кандидатов
На следующий день Памфилова заявила, что желание «чтобы не зарегистрировали тех кандидатов, которые вчера приходили, — это не желание власти, а желание нашего уважаемого кем-то Навального». Она также предположила, что требование независимых кандидатов зарегистрировать всех без проверки подписей может быть связано с нежеланием, чтобы «прозрачно, открыто проверили, что же у них там на самом деле, а не то, что декларируется с митинговой трибуны и в прессе».

### Уголовные дела, аресты и обыски
Утром 24 июля был задержан у подъезда своего дома Алексей Навальный. В тот же вечер он был приговорён к 30 суткам ареста за призыв к акции 27 июля. Днём управление Следственного комитета по Москве возбудило уголовное дело по статье 141 УК РФ «Воспрепятствование осуществлению избирательных прав или работе избирательных комиссий» из-за стихийного митинга около здания Мосгоризбиркома. Если фигурантам будет вменена угроза насилия, о которой говорится в сообщении СКР, то это может быть квалифицировано по ч. 2 ст. 141. Максимальное наказание по ней — до пяти лет лишения свободы. Вскоре после объявления СКР об уголовном деле был задержан и координатор московского штаба Навального Олег Степанов. Он был осуждён на 8 суток ареста за призыв к акции 27 июля. Вечером 24 июля полиция провела обыски у незарегистрированных кандидатов Дмитрия Гудкова и Ивана Жданова. Полиция также пришла с обысками к Александру Соловьёву и муниципальному депутату Николаю Баландину. Ивана Жданова после обыска увезли на допрос. Дмитрия и Геннадия Гудковых, Любовь Соболь, Елену Русакову и Юлию Галямину вызвали на допрос.
Утром 28 июля Навальный был госпитализирован с подозрением на интоксикацию.
26 июля прокуратура Москвы начала административное расследование в отношении 15 кандидатов в депутаты Мосгордумы, большая часть из которых не была зарегистрирована на выборах, как организаторов запланированной на 27 июля несанкционированной массовой акции. Вечером 26 июля прошли обыски в штабах Любови Соболь, Ивана Жданова, Ильи Яшина, Дмитрия Гудкова и Юлии Галяминой. Обыски (в том числе ночные) прошли в квартирах родителей и бабушки Константина Янкаускаса, по адресу прописки зарегистрированного кандидата Клочкова, зарегистрированного кандидата Дарьи Бесединой, начальника штаба Геннадия Гудкова Эльвиры Вихаревой, муниципального депутата Вадима Коровина у Ильи Яшина. После обыска, закончившегося в час ночи, Яшина посадили в автозак и отвезли в отдел полиции Троицка.
Утром 27 июля прошли обыски у Юлии Галяминой, пресс-секретаря Навального Киры Ярмыш и сотрудника ФБК Руслана Шаведдинова.
Утром 5 августа прошёл обыск в квартире координатора движения «Правый Блок» и незарегистрированного кандидата в депутаты Мосгордумы по 38-му избирательному округу Владимира Бурмистрова. После обыска Бурмистрова задержали и отвезли в отдел полиции, где составили протокол по статье о мелком хулиганстве (ч. 1 ст. 20.2 КоАП), отвезли в Чертановский суд и арестовали на трое суток.

### Обжалование решений ОИК по отказу в регистрации в МГИК
25 июля Мосгоризбирком, по рекомендации рабочей группы по разбору жалоб кандидатов, утвердил решения окружных избиркомов об отказе в регистрации кандидатом Дмитрию Гудкову, Ивану Жданову, Константину Янкаускасу, Юлии Серебрянской и Константину Лисице. Любовь Соболь после заседания рабочей группы по разбору жалоб кандидатов, которая приняла решение отклонить её жалобу на отказ в регистрации, заявила о продолжении голодовки прямо в здании Мосгоризбиркома, в ожидании Эллы Памфиловой. Около полуночи охрана Мосгоризбиркома вынесла диван, на котором в этот момент сидела Любовь Соболь, для того чтобы «вытряхнуть клопов и паразитов». Об этом заявил член избирательной комиссии Дмитрий Реут.
26 июля Мосгоризирком утвердил отказы в регистрации Любови Соболь, Андрею Бабушкину, Елене Русаковой и Екатерине Игнатовой.
30 июля Мосгоризбирком отменил решение избирательной комиссии 43-го округа об отказе в регистрации Сергея Митрохина. Это стало первым удовлетворением жалобы на отказ в регистрации на выборы в Мосгордуму. ОИК должен был вновь рассмотреть его кандидатуру, но 06 августа ОИК повторно отказала в регистрации. .
По словам главы общественного штаба по наблюдению за выборами Алексея Венедиктова, в ходе рассмотрения жалоб «девяти кандидатам, которые на слуху», благодаря позиции представителей штаба в рабочей группе МГИК, суммарно вернули 5011 подписей, ранее признанных недействительными.

### Встреча с представителями СПЧ
25 июля члены СПЧ провели встречу с восемью незарегистрированными кандидатами. Член СПЧ Николай Сванидзе сказал, что он и Илья Шаблинский выйдут 27 июля на митинг к мэрии в качестве наблюдателей. Шаблинский пообещал попросить председателя СПЧ Федотова включить нескольких членов СПЧ в работу ЦИК для участия в рассмотрении жалоб о признании недействительными подписей избирателей.

### Акция у мэрии Москвы 27 июля
Акция анонсировалась как встреча с избирателями, которая, по закону «О собраниях, митингах, демонстрациях, шествиях и пикетированиях», не требует согласования с властями. Глава Совета по правам человека при Президенте РФ Михаил Федотов при этом напомнил, что встречи кандидатов с избирателями предусматриваются только в помещении и только на установленное избиркомом время, и отметил, что многие кандидаты убеждают избирателей в отсутствии необходимости заранее уведомлять соответствующие органы власти о проведении встреч с избирателями. Прокуратура Москвы, Полиция и Совет по правам человека при президенте РФ перед акцией предупредили об ответственности за организацию несогласованных публичных мероприятий и участие в них. Кроме этого, власти обещали ловить на митинге молодых людей, скрывающихся от военкомата, с целью призыва в армию.
Утром полиция задержала лидеров протеста Ивана Жданова, Любовь Соболь, Дмитрия Гудкова, Илью Яшина и Юлию Галямину. Они находились в полиции и в судах до 7 часов вечера. Акция началась в 2 часа дня (при этом первые задержания начались ещё в полдень). Вдоль всей Тверской улицы были выставлены металлические ограждения, автобусы и автозаки. Плохо работала мобильная связь. Все магазины и кафе в районе Тверской улицы и Пушкинской площади не работали. Количество полиции было беспрецедентным[уточнить]. Росгвардия и полиция не раскрывают численность своих сотрудников на акции. Но по информации журналистов, для противостояния протестующим в Москву были переброшены полицейские из соседних регионов: Владимирской, Калужской, Рязанской, Тверской, Тульской, Смоленской, Ярославской и Московской областей. Количество росгвардейцев только у здания мэрии составляло около 500 человек. Совместно с Росгвардией работали люди с рациями в штатском. Акция собрала, по оценке «Ведомостей», не менее 5000 протестующих (по данным МВД — 3500, при этом в протоколе задержания Ильи Азара полиция указала 10 000).
Из-за того что толпа протестующих были разделена на несколько частей, сложно определить численность митинга. Официальная оценка 3000 участников кажется минимальной, учитывая что 1373 человека были задержаны. Независимые источники дают оценку 20 тысяч участников.
Росгвардия вытеснила митингующих с Тверской улицы в переулки. Протестующие в течение нескольких часов «гуляли» по Москве, выкрикивая требования о регистрации кандидатов в Мосгордуму и об отставке мэра Москвы Сергея Собянина. У здания Федеральной службы безопасности кричали «Долой власть чекистов». На несколько минут было перекрыто движение по Садовому кольцу в районе Цветного бульвара.
Около 5 часов вечера полиция выбила дверь в студию канала «Навальный LIVE», который вёл трансляцию протеста на YouTube, и провела обыск. Ведущий трансляции Владимир Милов и четыре сотрудника канала были задержаны. Одновременно полиция пришла в редакцию телеканала «Дождь», также ведшего трансляцию, и вручила главному редактору Перепеловой повестку о допросе в качестве свидетеля по уголовному делу о препятствовании работе Мосгоризбиркома. После проведения бесед с несколькими сотрудниками полиция удалилась.
Около 7 часов вечера судьи стали внезапно переносить заседания по делам задержанных утром кандидатов. Оказавшись на свободе, они направились на Трубную площадь, где собрались протестующие. Там они были задержаны вновь.
К 8 часам вечера ОМОН вытеснил людей с Трубной площади. Общее число задержанных составило 1074 человека по данным МВД и 1373 человека по данным «ОВД-Инфо». Павел Чиков назвал акцию рекордной по числу задержанных за время своих наблюдений. Полиция действовала жёстко: применяла для разгона дубинки, натравливала служебных собак. Десятки человек пострадали. Илья Яшин призвал к новому митингу через неделю — 3 августа.
Новостные передачи федеральных телеканалов проигнорировали акцию. Однако вскоре телеканал РЕН ТВ показал фильм «Изображая жертву». В нём утверждалось, что акция была тщательно скоординирована, а во главе колонн протестующих якобы стояли раздающие команды молодые люди.
Позже глава СПЧ Михаил Федотов заявил, что не нашёл признаков массовых беспорядков на акции 27 июля.

#### Последствия
К 30 июля суды приговорили к арестам 61 человека. Задержанные кандидаты в Мосгордуму были арестованы на сроки от 7 до 30 суток. Владимир Милов получил 30 суток ареста. Бросивший урну в полицейских участник митинга был арестован на 2 месяца. 161 человек был оштрафован. Ко 2 августа 88 человек получили административные аресты, 332 были оштрафованы.
Уполномоченная по правам человека в Москве сообщила, что готовит предложения законодательного порядка — у неё есть «идеи по поводу изменения [законодательства], в том числе и по сбору подписей». По её словам, «нужно посмотреть, что можно сделать, чтобы больше в Москве таких историй не происходило».
30 июля СК РФ возбудил уголовное дело о массовых беспорядках 27 июля. На следующий день служба по защите конституционного строя и борьбе с терроризмом ФСБ России, Главное управление по противодействию экстремизму (ГУПЭ) МВД и Центр по противодействию экстремизму ГУ МВД России по Москве начали массовые обыски у участников митинга.
После акции 27 июля в интернете развернулась кампания по опознанию задействованных на ней силовиков по фото, и блогер Владислав Синица описал в интернете алгоритм насильственных действий по отношению к членам семей опознанных. На последующие акции силовики выходили в масках, а Синица был приговорён к 5 годам лишения свободы.

### Обжалование решений по отказу в регистрации в ЦИК
31 июля ЦИК получил первые девять жалоб на отказ в регистрации. 6 августа ЦИК подтвердил отказ в регистрации Александру Руденко, Дмитрию Гудкову, Любови Соболь и Елене Русаковой. 9 августа ЦИК подтвердил отказ в регистрации Илье Яшину и Анастасии Брюхановой. 9 августа Председатель Центризбиркома России Элла Памфилова заявила, что ЦИК в рамках закона восстановил кандидатам все подписи, которые были забракованы по вине технических ошибок ведомств.

### Акции 3 августа в Москве и Санкт-Петербурге

#### Москва
Либертарианская партия России, по заявке которой был согласован митинг на проспекте Сахарова 20 июля, подала заявку на проведение 3 августа в 14 часов митинга «За свободные выборы» на Лубянской площади. Мэрия выразила согласие на проведение митинга, но на проспекте Сахарова. Организаторы не согласились с этим и представили мэрии три альтернативные площадки: на Площади Свободной России, улице Волхонка или Триумфальной площади. На прошедших 30 июля переговорах мэрия продолжила настаивать на проведении митинга на проспекте Сахарова, и организаторы отозвали свою заявку. Сразу после переговоров, на выходе из здания правительства Москвы, был задержан один из лидеров партии Михаил Светов; на следующий день он был отправлен под арест на 30 суток. После провала переговоров с мэрией Любовь Соболь призвала к мирному шествию 3 августа по Бульварному кольцу. Вечером 30 июля ГУ МВД по г. Москве выпустило предупреждение о незаконности акции протеста 3 августа и предложило воздержаться от участия в ней. 31 июля группа муниципальных депутатов подала в мэрию Москвы заявки на проведение 3 августа отдельных пикетов в 11 местах по всей длине Бульварного кольца. 2 августа префектура ЦАО Москвы отказала, сославшись на слишком поздно поданную заявку. Акция началась в 14 часов. У неё не было единой локации, участники находились в разных местах Бульварного кольца. К этому призывали организаторы протеста, объяснив, что таким образом полиции будет сложнее задерживать протестующих. Многие лидеры протеста находились под арестом, Любовь Соболь и Константина Янкаускаса полиция задержала перед началом акции. Больше всего участников протеста собралось на Пушкинской площади и подступах к ней. Там же произошло наибольшее количество задержаний. Во время акции наблюдались перебои с мобильным интернетом. К шести часам начался сильный ливень, и протестная прогулка закончилась. ГУ МВД заявило о 1 500 участниках акции, при этом очевидцы и независимые наблюдатели оценили число участников как минимум в несколько тысяч человек. Количество задержанных, по данным ОВД-Инфо, составило 1001 человек. По официальным данным, были госпитализированы пять человек, в том числе один правоохранитель. По данным ОВД-Инфо, при задержании были избиты не менее 19 человек. По данным Русской службы Би-би-си, всех задержанных 3 августа опрашивали в качестве свидетелей по делу о массовых беспорядках, а после опроса следователи оформляли протокол выемки телефона у свидетеля. У всех доставленных в ОВД «Таганское» просили дать образцы слюны для анализа ДНК. На акции среди Росгвардии были замечены бывшие сотрудники украинского Беркута, объявленные на Украине в розыск.
1 августа, в преддверии митингов, Фонд борьбы с коррупцией опубликовал расследование о собственности членов семьи вице-мэра Москвы Натальи Сергуниной, отвечающей за организацию выборов в Москве. На этом посту она сменила многолетнюю соратницу мэра Анастасию Ракову, а в 2011—2018 годах работала заместителем мэра Сергея Собянина по вопросам имущественно-земельных отношений. При этом, по официальной декларации, она одна из самых небогатых чиновников мэрии. ФБК утверждает, что состояние семьи Сергуниной оценивается в 6,5 миллиардов рублей, и, отвечая за продажу городской недвижимости на торгах, она занижала стоимость объектов, которые переходили в руки её семьи: сестры и её мужа. В день митинга Следственный комитет возбудил против ФБК уголовное дело об отмывании 1 млрд рублей. К 8 августа, однако, на счетах ФБК было арестовано лишь 75 млн рублей.
Мэрия Москвы в конце июля сообщила, что 3 августа в Парке Горького начнётся фестиваль «Шашлык Live» с участием знаменитых рок-музыкантов. Ранее такое мероприятие в столице никогда не проводилось. В штабе Навального посчитали, что фестиваль организовали специально, чтобы отвлечь молодёжь от участия в несогласованной акции. От участия в концерте отказались группы «Браво», Tequilajazzz и «Ногу свело!». Кроме того, лидер группы «Несчастный случай» Алексей Кортнев заявил, что поддерживает протестующих и отказался вести фестиваль. Мэрия впоследствии сообщила, что фестиваль посетили 305 тысяч человек, однако у независимых наблюдателей эти цифры вызвали большие сомнения и стали поводом для шуток.

#### Последствия
К 5 августа суды вынесли 30 постановлений о штрафах и более 20 — об арестах. Любовь Соболь оштрафовали на 300 тыс. рублей за организацию встречи с избирателями. 15 июля, которую суд счёл несанкционированным митингом.
Международная правозащитная группа «Агора» обратилась к спецдокладчику ООН по поощрению и защите права на свободу мнений и их свободное выражение Дэвиду Кею из-за отключения мобильного интернета во время протестных акций в Москве.
7 августа в Мосгоризбирком поступило сообщение с требованием освободить всех задержанных протестующих и угрозой, в противном случае, произвести взрыв в 16:00. После проведения кинологической проверки здания, взрывных устройств не было обнаружено.

#### Санкт-Петербург
30 июля администрация Калининского района Санкт-Петербурга согласовала митинг солидарности с московскими кандидатами и против силового разгона несогласованной мирной демонстрации 27 июля. 2 августа прокуратура Петербурга опубликовала предупреждение об ответственности за участие в «несогласованном массовом публичном мероприятии» в гайд-парке на площади Ленина рядом с Финляндским вокзалом. Организатор митинга назвал сообщение прокуратуры «фейк-ньюс». В митинге приняли участие около 2 000 человек (1 000 по оценке ГУ МВД). Полиция задержала двух участников, один из них был отпущен, а второй препровождён в ОВД — он нецензурно выразился о Путине со сцены. Организаторы акции пригласили петербуржцев выйти 17 августа на «прогулку» в поддержку свободных выборов.
Митинги солидарности с московской оппозицией прошли 3 августа также за рубежом: в Берлине и Париже.

### Акции 10 августа

#### Москва
30 и 31 июля оппозиция подала три заявки на митинги. 5 августа было опубликовано «Совместное заявление демократических сил по 10 августа», где сказано, что следующий митинг запланирован на проспекте Академика Сахарова 10 августа с 14 до 17 часов. Организаторы (в частности, Илья Азар и Пётр Верзилов) сообщили о выступлениях на акции некоторых музыкальных исполнителей («IC3PEAK», «Кровосток» и рэпера FACE). Мэрия выступила против, однако организаторы заявили, что запрет абсурден и выполняться не будет. 9 августа на митинг призвали идти ряд медийных личностей, например, Юрий Дудь, Леонид Парфёнов и рэпер Oxxxymiron. СК выступил с предупреждением из-за призывов провести мирную прогулку по Москве после согласованного митинга, заявив, что «участие в подобных несанкционированных мероприятиях влечёт правовые последствия вплоть до уголовной ответственности».
До начала митинга вновь была задержана Любовь Соболь на основании жалобы «организаторов митинга на неё и некоторых других участников, которые готовили провокации». Организаторы митинга эту информацию опровергли. 12 августа Любовь Соболь была оштрафована на 300 000 рублей, затем 13 августа — ещё на 300 000.
Как и в случае с митингом 3 августа, на 10 августа мэрия анонсировала бесплатный концерт в рамках фестиваля «Meat&Beat» в Парке Горького.
«Белый счётчик» сообщил, что на митинг через рамки металлоискателей прошло около 50 тысяч человек, а с учётом людей, которые заходили не через главный вход — до 60 тысяч человек; организаторы сообщили о 100 тысячах демонстрантов. Полиция около 15:00 заявила о 20 тысячах участников. Согласно опросу, опубликованному в «Ведомостях», 80 % участников митинга — жители Москвы, ещё 17 % — Подмосковья (это противоречит заявлениям МВД и государственных СМИ о массовом участии приезжих в московских акциях).
После митинга несколько тысяч человек направились к зданию Администрации президента, в ходе которой правоохранительные органы провели жёсткие задержания участников. По данным ОВД-Инфо, всего в Москве было задержано 256 человек.
10 августа произошло резонансное задержание Дарьи Сосновской полицейскими в масках. После того, как силовики задержали инвалида и Сосновская сделала им замечание, силовик ударил её кулаком в живот. Вначале Росгвардия заявила о том, что это не её сотрудник, затем глава правозащитной организации «Агора» Павел Чиков объявил вознаграждение 100 тыс. руб за информацию о силовике и получил её, однако, МВД заявило о недостоверности данной информации и о том, что проводится проверка. Впоследствии жалоба Сосновской была передана СК в Росгвардию.

#### Другие города
Серия пикетов в Санкт-Петербурге в поддержку московских активистов была прервана жёсткими задержаниями: по данным «ОВД-Инфо», в автозаках оказались 79 человек.
Дальний Восток и Сибирь с утра провели пикеты солидарности с Москвой — Хабаровск, Иркутск, Новосибирск, Омск, Кемерово, Томск.
Пикеты также прошли во многих крупных городах России: Санкт-Петербурге, Екатеринбурге, Челябинске, Нижнем Новгороде, Казани, Самаре, Уфе, Ростове-на-Дону, Воронеже, Перми, Краснодаре, Оренбурге, Белгороде, Чебоксарах, Ижевске, Ярославле, Брянске, Иваново, Калининграде, Кургане и Мурманске.

### Новые расследования о коррупции в избиркомах
12 августа ФБК опубликовал расследование, заявив о незаконном обогащении члена ЦИК Бориса Эбзеева. По данным ФБК, на его 4-летнего внука была куплена квартира на Остоженке за 500 миллионов рублей. Затем эта квартира была продана офшору, а деньги были инвестированы в дом на Рублёвке.
В тот же день издание «Открытые медиа» заявило, что член МГИК Дмитрий Реут, приобрёл у мэрии квартиру в доме бизнес-класса. Её рыночная стоимость — около 21,5 млн рублей, намного больше, чем Реут и его супруга заработали за несколько лет.

### Заседание ЦИК по ситуации с выборами
12 августа председатель ЦИКа Элла Памфилова заявила, что 14 августа в 11:00 состоится специальное заседание по сложившейся ситуации с выборами в Москве, на которое пригласила политологов и экспертов, которые имеют претензии к работе комиссии в ходе рассмотрения жалоб незарегистрированных кандидатов в Мосгордуму. 14 августа открытое заседание ЦИК было перенесено на неделю в связи с тем, что не удалось собрать экспертов для проведения обсуждения. 27 августа ЦИК снова отменил заседание научно-экспертного совета из-за недостаточного количества экспертов.

### Другие акции
6 августа Первый секретарь московского городского отделения КПРФ Валерий Рашкин сообщил, что мэрия Москвы согласовала КПРФ проведение акции за честные выборы в Мосгордуму 17 августа в 12 часов на проспекте академика Сахарова. При этом политик отметил, что КПРФ приглашает на акцию все политические силы. Изначально КПРФ запрашивала проведение акции на площади Революции, но получила отказ. КПРФ намерена добиваться отставки главы Мосгоризбиркома Валентина Горбунова. Митинг КПРФ 17 августа собрал 4 000 человек (по данным ГУ МВД).
9 августа организаторы митинга, прошедшего на проспекте Сахарова 10 августа, подали заявку о проведении шествия от Страстного бульвара до проспекта Сахарова на 17 августа. Власти отказались его согласовывать. Акции оппозиции ограничились одиночными пикетами на Бульварном кольце.
Глава штаба незарегистрированного кандидата в Мосгордуму Дмитрия Гудкова муниципальный депутат Эльвира Вихарева, незарегистрированный кандидат в Мосгордуму Александр Соловьёв и член московского отделения «Открытой России» Татьяна Усманова подавали две заявки на проведение акций 24 августа. Оппозиционеры предлагают шествие по проспекту Академика Сахарова численностью 100 000 человек, либо митинг на площади Победы. На 25 число мэрия согласовывала стотысячный митинг на проспекте Сахарова, заявку на который подавала Либертарианская партия (правда, указанное в заявке шествие от Страстного бульвара не было согласовано). Однако председатель партии рассказал, что мэрия не согласовала мероприятие и оно перенесено на 31 августа.
В середине августа в сети появилось стихотворение начинающей поэтессы Ирины Исхаковой из Башкирии, в котором она в негативном свете описывает омоновца, после чего она была приглашена в отряд ОМОНа в Уфе, чтобы убедиться в том, что она заблуждается.
21 августа Любовь Соболь призвала выйти на шествие 31 августа против политических репрессий и решений ОИК о недопуске кандидатов. Оппозиционер подала соответствующее уведомление в правительство Москвы.
Также на 31 августа было подано ещё три заявки на шествие. Одно уведомление подала Либертарианская партия, второе — Эльвира Вихарева и Иван Брушлинский, третье — Елена Русакова, Григорий Толкачев, Юрий Зуев и Нодари Хананашвили. Мэрия Москвы отказалась согласовывать все акции протеста. Либертарианская партия пыталась оспорить решение мэрии в суде, но Мосгорсуд признал решение мэрии законным.
31 августа в Москве и Санкт-Петербурге прошли мирные несогласованные акции против политических репрессий и за допуск оппозиционных кандидатов к выборам в Мосгордуму.

### Акция 29 сентября
19 сентября мэрия Москвы согласовала на 28 сентября (позже, мэрия перенесла акцию на день позже — 29 сентября) акцию протеста ЛПР в поддержку фигурантов «московского дела» и «дела ФБК», а также всех политзаключенных. Сама акция пройдет на проспекте Сахарова с 15:00 до 17:00. На акцию стали приглашать медийные персоны, активисты штаба Навального и «Левый фронт».
По данным ГУВД Москвы на митинг пришло около 20 тысяч человек, по данным «Белого счётчика» — 24,5 тысячи, а по оценкам организаторов — 34 тысячи. На митинге присутствовали: Алексей Навальный, Любовь Соболь, Юрий Дудь, рэпер Face и другие. Со сцены выступили ранее обвиняемые по «московскому делу» и уже отпущенные активисты Алексей Миняйло, Даниил Конон, Владислав Барабанов и Валерий Костенок. Телеведущая Татьяна Лазарева заявила со сцены, «что не выступала на митингах с 2011 года. Но с 2011 года наши требования остались прежними — честные суды и честные выборы». На митинге задержаний протестующих не было.

## Реакция и последствия

### В России
16 июля пресс-секретарь президента Дмитрий Песков заявил, что Кремль следит за ситуацией вокруг подготовки выборов в Мосгордуму, но не будет в неё вмешиваться. По словам Пескова, у Кремля нет соответствующих полномочий.
30 июля мэр Москвы Сергей Собянин заявил, что поведение сотрудников полиции 27 июля было адекватно поведению протестующих, которое он охарактеризовал как заранее спланированные и хорошо подготовленные массовые беспорядки с призывами штурмовать мэрию. Заместитель председателя Общественной палаты Москвы Алексей Венедиктов, реагируя на заявление Собянина, заявил, что ни массовых беспорядков, ни призывов что-либо штурмовать, ни насилия, ни погромов, ни поджогов не было. По его мнению, действия Росгвардии и полиции — жёсткие задержания случайно выбранных людей, избиения (77 человек с травмами), нарушение сроков задержания без предъявления претензий — не были адекватны возникающим проблемам. 31 июля 2019 года Московское городское отделение Единой России распространило заявление о текущей политической ситуации с критикой митингов. Лидер КПРФ Геннадий Зюганов призвал молодёжь не поддаваться на призывы к участию в несанкционированных акциях, назвав протесты в Москве 27 июля проявлением «оранжевой проказы», однако поддержал кандидатов от КПРФ в требовании отставки Горбунова и потребовал освободить задержанных на акциях. Лидер ЛДПР Владимир Жириновский заявил о недопустимости насильственных протестов и обвинил оппозиционных политиков, организующих незаконные акции, в сотрудничестве с западными странами и НАТО и попытке устроить ещё одну революцию". При этом он выступил за регистрацию всех кандидатов на выборах.
5 августа члены объединений ПЭН-Москва и Ассоциация «Свободное слово» выступили с заявлением, в котором потребовали от властей «обеспечить право на свободное высказывание, освободить всех незаконно удерживаемых, прекратить сфальсифицированные уголовные дела в отношении участников мирных шествий,
допустить до выборов всех отвергнутых кандидатов». Список подписантов составляет более 350 имён.
13 августа Дмитрий Песков впервые прокомментировал протесты. По его словам, Кремль не воспринимает акции протеста как «нечто из ряда вон выходящее» и не считает, что происходящее можно назвать «политическим кризисом». Незарегистрированным кандидатам он предложил обратиться в суд.
16 августа группа из 21 российских политологов выпустила обращение, призвав к всероссийской кампании против политических репрессий.
19 августа, находясь с рабочим визитом во Франции, Владимир Путин прокомментировал события в Москве. Он назвал их «беспорядками» и сравнил их с протестами «жёлтых жилетов» во Франции. «Мы бы не хотели, чтобы подобные события происходили в российской столице», — сказал Путин. «Это нарушение закона, а все, кто виновен в этих нарушениях, должны быть привлечены к ответственности», — подчеркнул президент. Он также напомнил, что «существует законный способ» обжаловать недопуск на выборы — обращение в суд. По мнению Путина, 57 кандидатов не допущены на выборы в Мосгордуму из-за «очевидных нарушений» — «сфальсифицированных подписей, как утверждают эксперты избирательной комиссии».
Глава государственной корпорации «Ростех» Сергей Чемезов, квартира которого согласно расследованию ФБК стоит 5 млрд рублей, заявил, что протесты связаны с сильным раздражением людей. По его мнению, если в стране «всегда все хорошо», то можно уйти «в застойный период». «В целом моя гражданская позиция такова: наличие здравой оппозиции идет во благо любому органу, представительному собранию и в конечном счете государству. Какая-то должна быть альтернативная сила, которая что-то подсказывает и дает сигналы в ту или в другую сторону»,— прокомментировал события в Москве Чемезов. 2 октября стало известно, что Владимир Путин присвоил Чемезову звание Героя России.
Председатель Счетной палаты Алексей Кудрин 21 августа назвал «беспрецедентным» применение силы сотрудниками правоохранительных органов на последних протестах в Москве. Он также сообщил, что поддерживает заявление Совета по правам человека (СПЧ) от 20 августа к руководителям МВД, Росгвардии и СКР разобраться в этой ситуации. Ранее СПЧ попросил проверить факты незаконного применения силы и спецсредств к участникам митингов.

#### Позиция СПЧ
18 июля СПЧ призвал Мосгоризбирком зарегистрировать всех кандидатов в депутаты Мосгордумы, сдавших необходимое количество подписей в избиркомы. По мнению экспертов[каких?] массовые отказы в регистрации связаны с политическим решением власти, опасающейся эффекта домино в результате допуска оппозиции к выборам. «Мы наблюдаем удар кувалдой по политической системе, уничтожение стимулов, чтобы политические силы работали в легальном поле» — заявил политолог РБК Александр Кынев
27 июля член СПЧ Игорь Борисов заявил, что после попыток провокаций во время акции 27 июля меры правоохранительных органов в отношении участников законны и корректны. Присутствовавший на митинге 27 июля в качестве наблюдателя член СПЧ Илья Шаблинский охарактеризовал действия Росгвардии как демонстративную жестокость, желание напугать и наказать; по его мнению, это никак не было связано с обеспечением безопасности ни граждан, ни органов власти. 28 июля председатель СПЧ Михаил Федотов сообщил о подготовке доклада президенту об акции 27 июля. У Федотова есть претензии и к организаторам несогласованной акции, и к силовикам, которые действовали очень грубо.
12 августа 29 членов СПЧ из 50 выступили с заявлением, в котором осудили насилие, применённое российскими силовиками при разгоне протестных акций последних недель в Москве. В тот же день действия силовиков в Москве осудил сенатор и бывший командир ОМОНа Вячеслав Мархаев.
21 октября президент Путин подписал указ о назначении председателем СПЧ журналиста Валерия Фадеева и освободил с этой должности Михаила Федотова, также Совет покинули политолог Екатерина Шульман, глава правозащитной организации «Агора» Павел Чиков, профессор ВШЭ Илья Шаблинский.

#### Опросы
2 августа государственная организация Всероссийский центр изучения общественного мнения (ВЦИОМ) представила результаты опроса, согласно которым 61 % москвичей согласны с тем, что при несанкционированных акциях протеста «власть должна действовать в соответствии с законом, даже если приходится применять жёсткие меры», 26 % — не согласны, 13 % — затруднились ответить. Учёный-социолог Григорий Юдин и учёный-политолог Екатерина Шульман объяснили, что вопрос был задан не в соответствии с принципами проведения профессионального исследования, в котором респонденту должны быть представлены две интерпретации события, которые есть у двух сторон. А была использована форма опроса «вы поддерживаете людей, которые ведут себя противозаконно?» для получения тех данных, которые нравятся. Но даже с такой формой опроса «подавляющего большинства не выходит».
Опубликованный 6 августа опрос «Левада-центра» показал высокую (77 %) осведомлённость москвичей о протестах, при этом поддержали манифестантов 37 % опрошенных, а выступили резко против — 26 %.

#### Петиция
Петиция в поддержку Дарьи Сосновской, которую ударили кулаком в живот, призывающая к наказанию полицейского который это сделал.

#### Московское дело
Список обвиняемых по делу:
| Обвиняемые по делу | Обвиняемые по делу  | Обвиняемые по делу             | Обвиняемые по делу | Обвиняемые по делу                                 | Обвиняемые по делу | Обвиняемые по делу                                        | Обвиняемые по делу |
| №                  | Имя задержанного    | Возраст (на момент задержания) | Дата задержания    | Статья                                             | Приговор | Примечания                                                |                    |
| ------------------ | ------------------- | ------------------------------ | ------------------ | -------------------------------------------------- | --- | --------------------------------------------------------- | ------------------ |
| 1                  | Сергей Абаничев     | 25 лет                         | 3 августа          | часть 2 статьи 212 УК РФ                           | 3 сентября преследование прекращено | менеджер коммерческой фирмы                               |                    |
| 2                  | Владислав Барабанов | 22 года                        | 27 июля            | часть 2 статьи 212 УК РФ                           | 3 сентября преследование прекращено | политический активист                                     |                    |
| 3                  | Данил Беглец        | 27 лет                         | 8 августа          | часть 2 статьи 212 УК РФ, часть 1 статьи 318 УК РФ | 3 сентября приговорён к двум годам колонии по ст.318 (в особом порядке)                                                                                   | предприниматель                                           |                    |
| 4                  | Дмитрий Васильев    | 43 года                        | 9 августа          | часть 2 статьи 212 УК РФ                           | 19 августа преследование прекращено | режиссёр                                                  |                    |
| 5                  | Айдар Губайдулин    | 25 лет                         | 8 августа          | часть 2 статьи 212 УК РФ, часть 1 статьи 318 УК РФ | дело возвращено в прокуратуру, находится под подпиской о невыезде (на 18.09.2019) предъявлено новое обвинение по части 1 статьи 318 УК РФ (на 15.10.2019) | программист                                               |                    |
| 6                  | Егор Жуков          | 21 год                         | 2 августа          | часть 2 статьи 280 УК РФ                           | 6 декабря приговорён к трём годам лишения свободы условно                                                                                                 | видеоблогер, студент ВШЭ, снявшийся кандидат в Мосгордуму |                    |
| 7                  | Кирилл Жуков        | 28 лет                         | 1 августа          | часть 2 статьи 212 УК РФ, часть 1 статьи 318 УК РФ | 4 сентября приговорён к трём годам колонии по ст.318 |                                                           |                    |
| 8                  | Евгений Коваленко   | 48 лет                         | 27 июля            | часть 2 статьи 212 УК РФ, часть 1 статьи 318 УК РФ | 4 сентября приговорён к трём с половиной годам колонии по ст.318                                                                                          | охранник                                                  |                    |
| 9                  | Даниил Конон        | 22 года                        | 3 августа          | часть 2 статьи 212 УК РФ                           | 3 сентября преследование прекращено | студент МГТУ им. Баумана, активист штаба Жданова          |                    |
| 10                 | Валерий Костёнок    | 20 лет                         | 11 августа         | часть 2 статьи 212 УК РФ                           | 3 сентября преследование прекращено | студент, волонтёр штаба Гончарова                         |                    |
| 11                 | Алексей Миняйло     | 34 года                        | 1 августа          | часть 2 статьи 212 УК РФ                           | 26 сентября преследование прекращено | активист штаба Соболь                                     |                    |
| 12                 | Иван Подкопаев      | 25 лет                         | 31 июля            | часть 2 статьи 212 УК РФ, часть 1 статьи 318 УК РФ | 3 сентября приговорён к трём годам колонии по ст.318 (в особом порядке), апелляция изменила наказание на два года колонии                                 | техник                                                    |                    |
| 13                 | Самариддин Раджабов | 21 год                         | 31 июля            | часть 2 статьи 212 УК РФ                           | Следствие не закончено, находится в СИЗО «Матросская тишина» предъявлено новое обвинение по части 1 статьи 318 УК РФ (на 15.10.2019)                      | рэпер                                                     |                    |
| 14                 | Сергей Фомин        | 36 лет                         | 8 августа          | часть 2 статьи 212 УК РФ                           | 6 декабря преследование прекращено | предприниматель                                           |                    |
| 15                 | Никита Чирцов       | 22 года                        | 2 сентября         | часть 1 статьи 318 УК РФ                           | 6 декабря приговорён к году колонии | предприниматель                                           |                    |
| 16                 | Павел Устинов       | 24 года                        | 3 августа          | часть 2 статьи 318 УК РФ                           | 16 сентября приговорён к трём с половиной годам колонии, апелляция изменила наказание на один год условно                                                 | актёр                                                     |                    |
| 17                 | Константин Котов    | 34 года                        | 12 августа         | часть 1 статьи 212 УК РФ                           | 5 сентября приговорён к четырём годам колонии | программист                                               |                    |
| 18                 | Эдуард Малышевский  | 47 лет                         | 30 августа         | часть 1 статьи 318 УК РФ                           | 9 декабря приговорён к трём годам колонии | мастер по ремонту                                         |                    |
| 19                 | Владимир Емельянов  | 27 лет                         | 14 октября         | часть 1 статьи 318 УК РФ                           | 6 декабря приговорён к двум годам условно с испытательным сроком в три года                                                                               |                                                           |                    |
| 20                 | Максим Мартинцов    | 27 лет                         | 14 октября         | часть 1 статьи 318 УК РФ                           | 6 декабря приговорён к двум с половиной годам колонии |                                                           |                    |
| 21                 | Егор Лесных         | 34 года                        | 14 октября         | часть 1 статьи 318 УК РФ                           | 6 декабря приговорён к трём годам колонии | предприниматель                                           |                    |
| 22                 | Андрей Баршай       | 21 год                         | 14 октября         | часть 1 статьи 318 УК РФ                           | Следствие не закончено, находится в СИЗО | студент МАИ                                               |                    |
| 23                 | Александр Мыльников | 32 года                        | 15 октября         | часть 1 статьи 318 УК РФ                           | 6 декабря приговорён к двум годам условно |                                                           |                    |
| 24                 | Павел Новиков       | 32 года                        | 29 октября         | часть 1 статьи 318 УК РФ                           | Назначен штраф в размере 120 тыс. рублей |                                                           |                    |
| 25                 | Сергей Суровцев     | 30 лет                         | 28 ноября          | часть 1 статьи 318 УК РФ                           | 24 декабря приговорён к двум с половиной годам колонии |                                                           |                    |

2 августа Следственный комитет объединил дела о массовых беспорядках и применении насилия к полицейским.
13 августа СПЧ обратился к генпрокурору РФ с просьбой проверить обоснованность возбуждения уголовного дела о «массовых беспорядках», так как члены СПЧ не выявили признаков массовых беспорядков во время событий 27 июля и 3 августа.
22 августа группа из 54 ученых опубликовала заявление с требованием немедленно прекратить уголовное преследование и освободить участников акции 27 июля.
14 октября стало известно о задержании двух новых фигурантов дела: Дэнни Кулинича, Андрея Баршая, Егора Лесных, Владимира Емельянова, Максима Мартинцова и Александра Мыльникова.
8 ноября на Большом Москворецком мосту в Москве участники панк-группы «Pussy Riot» и движения «Декоммунизация» вывесили растяжку с лозунгом «Стоп (!) ГУЛАГ» и фотографиями политзаключённых.

##### События в связи с приговором Павлу Устинову
16 сентября актёры запустили флешмоб в поддержку осужденного на 3,5 года актёра Павла Устинова, записывая видео и оставляя посты с требованием его освобождения. Флешмоб поддержали многие известные актёры, даже те, которых считают близкими к власти, например, член «Единой России» Сергей Безруков.
17 сентября священнослужители РПЦ опубликовали открытое письмо с призывом пересмотреть приговоры участникам «московского дела», на момент написания его подписали 39 человек, а на 20 сентября число подписавшихся уже превысило 150 человек, сбор подписей продолжается. Опубликовали обращение и юристы (21 подпись). С обращением выступила также группа Михаила Ходорковского, оно подписано 77 зарубежными общественными деятелями.
18 сентября в защиту Павла Устинова и других фигурантов выступили деятели кино, театра, учителя, писатели и книгоиздатели, ИТ-специалисты, Иван Ургант, а также провластные журналисты Маргарита Симоньян[значимость факта?], Владимир Соловьев[уточнить] и секретарь генсовета «Единой России» Андрей Турчак. Глава Росгвардии Виктор Золотов выразил мнение, что наказание Устинова следовало бы ограничить условным сроком 1 год, а наказание Владислава Синицы, в посте которого усмотрели призывы к насилию в отношении членов семей сотрудников правоохранительных органов, пропорционально увеличить. Опубликованы две онлайн-петиции, собравшие более 100 тыс. подписей каждая. В Москве у здания администрации президента ежедневно проходит пикет за освобождение заключённых. К защите Устинова присоединился глава общественного совета при МВД РФ адвокат Анатолий Кучерена. 18 сентября уполномоченный по правам предпринимателей Борис Титов анонсировал создание «чёрного списка» судей, принимающих незаконные судебные решения. 20 сентября актёр освобождён под подписку о невыезде.
25 сентября стало известно, что следователь Ярослав Заварзин, который вел дело осужденного на три с половиной года актёра Павла Устинова, подал рапорт об отставке. По информации Telegram-канала Baza, свое увольнение из Тверского следственного отдела ГСУ СКР по Москве он объяснил тем, что «устал быть крайним». Источник СМИ в Следственном комитете сообщил, что господин Заварзин продолжает работать в СКР, но действительно хочет уволиться. При этом его решение не связано с делом господина Устинова. Написал ли следователь рапорт, собеседник «Ъ» не уточнил. Официально в Следственном комитет эту информацию не комментируют.
30 сентября Мосгорсуд изменил приговор Павлу Устинову, ему назначен один год лишения свободы условно.
18 октября у 17 станций Московского метро прошли одиночные пикеты в поддержку фигурантов Московского дела.

#### В культуре
За день до выборов в Мосгордуму в сети появился видеоклип рэперов Тимати и Гуфа под названием «Москва», содержавший слова «не хожу на митинги, не втираю дичь» и «хлопну бургер за здоровье Собянина». Ролик набрал рекордное количество дизлайков (более 1,4 млн) в российском YouTube и был удалён автором. Ролик вызвал большой резонанс в сети.
28 сентября Борис Гребенщиков представил песню «Вечерний М», высмеивающую провластного телеведущего Владимира Соловьёва.
По данным Государственного института русского языка имени А. С. Пушкина, слово «протест» употреблялось в 2019 г. в российских СМИ и социальных сетях в три раза чаще, чем в предыдущем году из-за акций протеста в Москве, Гонконге и Париже.

### За рубежом
25 июля  МИД ФРГ в своём Твиттере выразило озабоченность недопуском независимых кандидатов до выборов, обысками и арестами[280]. На следующий день  посольство ФРГ в России опубликовало аналогичное сообщение на русском языке[281]. МИД Франции призвал освободить задержанных на митинге в поддержку независимых кандидатов в Москве[282].  МИД Канады выразил обеспокоенность большим числом задержанных и призвал воздержаться от насилия[283].
Вечером 27 июля  Европейская служба внешних связей (ЕСВС, орган Европейского союза) опубликовала заявление, в котором охарактеризовала массовые задержания и избыточное применение силы в отношении мирных демонстрантов на митинге 27 июля как нарушение права граждан на свободу собраний и свободное выражение мнений, закреплённого в российской конституции. ЕСВС потребовала обеспечить равные возможности кандидатам на выборах Московской городской думы и соблюдать обязательства, данные Россией в рамках ОБСЕ[274][275].
28 июля генеральный секректарь  Совета Европы Турбьёрн Ягланд призвал допустить к участию в выборах всех законных кандидатов и пообещал обсудить эту тему с Эллой Памфиловой[276].  Посольство США в России заявило, что задержание более 1 тыс. мирных протестующих и несоразмерное применение силы полицией 27 июля подрывают права российских граждан на участие в демократическом процессе[261][277]. Председатель  ПАСЕ Лилиан Мори Паскье выразила глубокую обеспокоенность массовыми задержаниями демонстрантов 27 июля и несоразмерной реакцией полиции при их разгоне[261][278].  МИД Великобритании выразил озабоченность задержанием 27 июля более тысячи участников протеста, в том числе журналистов и известных представителей оппозиции, а также значительным применением силы в ходе мирной демонстрации[279].  Власти ФРГ призвали российские власти срочно освободить тех, кто был задержан в субботу в ходе непропорционально жёсткой полицейской акции, а также провести сентябрьские выборы в Мосгордуму в соответствии с международными стандартами[279].
30 июля Управление Верховного комиссара ООН по правам человека (УВКПЧ) выразило обеспокоенность действиями полиции во время несогласованного митинга в Москве 27 июля. Официальный представитель УВКПЧ заявил, что «российская полиция, как представляется, применила чрезмерную силу против протестующих»[284].  Комиссар Совета Европы по правам человека написала открытое письмо министру внутренних дел Колокольцеву, в котором выразила обеспокоенность чрезмерным применением силы по отношению к протестующим и большим числом необоснованных задержаний и призвала его обеспечить соблюдение прав человека на подобных мероприятиях[285]. Она также попросила предоставить ей информацию о проведении проверок в отношении сотрудников правоохранительных органов, допустивших нарушение прав человека во время акций протеста в Москве 27 июля[286].
 Президент США Дональд Трамп рассказал, что изучит ситуацию с возможным отравлением и госпитализацией из спецприёмника политика Алексея Навального, арестованного на 30 суток за призывы выйти на несогласованную акцию протеста в поддержку незарегистрированных кандидатов в Мосгордуму.
21 августа председатель ЦИК Памфилова сообщила, что в  Бюро по демократическим институтам и правам человека (БДИПЧ) ОБСЕ заинтересовались информацией по выборам в Московскую городскую думу. Она также распорядилась отправить статистику по избирательной кампании на английском языке в адрес БДИПЧ и генерального секретаря Совета Европы Турбьёрна Ягланда.
9 сентября Верховный комиссар ООН по правам человека Мишель Бачелет выразила обеспокоенность действиями полиции в июле и августе, поддержала призывы СПЧ к расследованию утверждений о чрезмерном применении полицией силы и призвала российские власти поддерживать свободу выражения мнения, право на мирные собрания и право участия в общественной жизни.
В октябре 2019 года стало известно, что ЦИК предложит МВД пересмотреть соглашение о взаимодействии, подписанное ведомствами в 2016 году. В частности, ЦИК будет настаивать на предоставлении избирательным комиссиям информации об избирателях, которая позволит определить, действительно подпись была подделана или имела место неверная трактовка данных подписных листов. Поводом для этого явилась серия скандалов летом 2019 года, когда кандидаты от внесистемной оппозиции из-за отбракованных подписных листов не были допущены к выборам в Мосгордуму 8 сентября.

### Жалобы в ЕСПЧ
В марте 2020 года задержанный на московской акции протеста 27 июля 2019 года и избитый полицией Евгений Дубинин подал жалобу в ЕСПЧ. Координатор «Зоны права» сообщил «Ведомостям», что готовы к подаче ещё 7 жалоб от пострадавших.

## Преследование ФБК и дальнейшие события
1 августа, в преддверии митингов, Фонд борьбы с коррупцией опубликовал расследование о собственности членов семьи вице-мэра Москвы Натальи Сергуниной, отвечающей за организацию выборов в Москве, которое власти оставили без реакции, вместо этого 3 августа Следственный комитет возбудил против ФБК уголовное дело об отмывании 1 млрд рублей, полученных, по версии следствия, «заведомо преступным путём». 5 сентября, вскоре после публикации ФБК расследования о собственности вице-мэра Москвы Бирюкова, в московском офисе ФБК и студии «Navalny LIVE» прошли обыски. 12 сентября в 40 городах России были проведены обыски в штабах ФБК и изъята техника, а 17 сентября суд санкционировал ещё 47 обысков. 9 октября 2019 года Минюст России включил ФБК в список «иностранных агентов».15 октября прошли обыски в ФБК и в штабах Навального в 30 городах.
ГУП «Мосгортранс», ГБУ «Автомобильные дороги» и ООО «АНКОР» подали иски к организаторам акции 27 июля о возмещении ущерба на сумму порядка 13 млн рублей. «Мосгортранс» оценил ущерб от несанкционированного перекрытия проезжей части в центре города (длившегося, по данным «Новой газеты», не более пяти минут) в 1,2 млн руб., «Автомобильные дороги» — повреждения малых архитектурных форм и элементов обустройства в 10,8 млн руб. (общая сумма иска — 11,4 млн руб.), а «АНКОР» — ущерб от приостановки работы кафе на Тверской в 0,55 млн руб. При этом в интернете распространились видео о том, как силовики топчут газон на Трубной площади на акции 10 августа, и фото массово припаркованных 29 августа на тротуаре на ул. Покровка автомобилей участников совещания перед выборами в МГД. В субботу 14 сентября московские власти провели «парад коммунальной техники» стоимостью около 120 млн руб, для чего перекрыли движение по Садовому кольцу; в связи с этим 17 сентября Илья Яшин подал иск в СК о нецелевом расходовании бюджетных средств. К 13 декабря 2019 суды частично удовлетворили иски «АНКОРа», «Мосгортранса» и «Автомомбильных дорог» на общую сумму более 6,8 млн руб.
На всём протяжении протестов власти объясняли свою жёсткую реакцию на них тем, что «закон обязателен для всех, все должны соблюдать закон». В то же время, как и ранее, оппозиция постоянно подчёркивала, что наказание протестующих и рядовых граждан за преступления, сам факт которых вызывает большие сомнения (в том числе «массовые беспорядки» в Москве), намного строже, чем наказание силовиков или в целом людей, имеющих связи с властью, за реальные преступления. 26 сентября судья дагестанского Конституционного суда Хасплат Рустамов в интервью газете «Черновик» заявил, что в России опасно говорить о правовом государстве, потому что «если мы будем отдавать предпочтение праву, как социальному институту, то начнётся процесс размывания государства, как института, вообще». 2 октября в редакцию газеты с обыском пришли силовики в рамках расследования уголовного дела о связях c ИГИЛ журналиста издания, арестованного 18 июня. 4 октября в Ростове за пикеты с лозунгами «Правительство в отставку» и «Верните землю ростовским погорельцам» (имеются ввиду собственники земли, которая была отдана под застройку) на 6,5 лет колонии строгого режима по обвинению в организации массовых беспорядков были осуждены Ян Сидоров и Владислав Мордасов. 10 октября в очередном выпуске своей еженедельной передачи «Россия будущего» Алексей Навальный анонсировал «кампанию по сравнению», когда простое распространение информации о таких непропорциональных наказаниях для разных людей должно стать действенным средством для исправления данной ситуации.
8 октября полиция подала в суд на ФБК, требуя 18 млн руб в порядке компенсации расходов за работу на несогласованных митингах 27 июля и 3 августа и потребовала арестовать квартиры Навального, Соболь, других членов ФБК и независимых кандидатов в качестве обеспечительной меры по данному иску, но суд отказал.
Во время обысков, которые ранее прошли в региональных штабах Алексея Навального по делу об отмывании денег через его Фонд борьбы с коррупцией (ФБК), у активистов изымали технику, а после арестовывали счета. Как выяснили СМИ, речь идет о картах, куда в том числе приходили пенсии по потере кормильца и алименты, поэтому арест, по словам адвоката активистов, незаконен. Активисты также заявили о возникновении задолженности на арестованных счетах на суммы 75 млн руб. и выше. В Следственном комитете России (СКР) соответствующие заявления не прокомментировали. Представители банковской сферы заявили, что перерасход средств по счетам в таком объёме технически невозможен.
Также осенью получили широкий резонанс конфликты медиков с руководством в НМИЦ онкологии им. Н. Н. Блохина и в Няндомской ЦРБ по вопросам оплаты труда и условий работы, закрытие противотуберкулёзного диспансера в посёлке Чарнавский Курганской области, в которых медиков поддерживал профсоюз «Альянс врачей». На этом фоне 10 октября Минздрав России предложил привлекать иностранных граждан для решения проблемы нехватки врачей.

## Изменения после протестов в Москве в 2019, которые произошли в Росгвардии
Из-за большого возмущения общества, военнослужащих Национальной гвардии России (росгвардии) обязали носить нагрудный идентификационный знак (жетон).

## Отражение в культуре
- «Холодное лето 2019» (2020) — документальный фильм журналистки Катерины Гордеевой[407]
- Почему новое поколение выходит протестовать? / Редакция
- Егор Жуков: семейный портрет нового героя оппозиции / Редакция
- «Росгвардейские частушки» (народное творчество)